# Bodensko jezero (film)
Bodensko jezero (poljsko Jezioro Bodenskie) je poljski dramski film iz leta 1986, ki ga je režiral in zanj napisal scenarij Janusz Zaorski. Temelji na istoimenskem romanu Stanisława Dygata, v glavnih vlogah nastopajo Krzysztof Pieczynski, Malgorzata Pieczynska in Joanna Szczepkowska. Film prikazuje zgodbo Poljaka (Pieczyński), med drugo svetovno vojno zaprtega v koncentracijskem taborišču na švicarsko-nemški meji, ki se po mnogih letih vrne in podoživlja vojna leta z drugimi nekdanjimi taboriščniki.
Premierno je bil prikazan 5. septembra 1986 in osvojil je glavno nagrado zlati leopard za najboljši film na Mednarodnem filmskem festivalu Locarno. Osvojil je tudi nagradi za najboljšega glavnega igralca (Pieczynski) in najboljšo stransko igralko (Maria Pakulnis) na Poljskem filmskem festivalu.

## Vloge
- Krzysztof Pieczyński kot junak
- Małgorzata Pieczyńska kot Suzanne
- Joanna Szczepkowska kot Janka
- Maria Pakulnis kot Renee Bleist
- Gustaw Holoubek kot Roullot
- Andrzej Szczepkowski kot Thomson
- Henryk Borowski kot Wildermayer
- Krzysztof Zaleski kot Harry Markowski
- Krzysztof Gosztyła kot MacKinley
- Wojciech Wysocki kot Vilbert
- Jacek Sas-Uhrynowski kot Cleont
- Krzysztof Kowalewski kot Pociejak
- Jan Kociniak kot Klaus
- Janusz Bukowski kot Max Pfitzner
- Adam Ferency kot Jasiek Paluch
- Grzegorz Wons kot Jean Ledoix
- Krzyś Paszkowski - Krupski
- Wojciech Paszkowski kot Krupski
- Marcin Troński kot Mulat
- Jacek Domański
- Paweł Nowisz
- Helena Kowalczykowa
- Krystyna Wolańska
- Bogusław Stokowski
- Franciszek Stawarz
- Zbigniew Korepta
- Stefania Iwińska
- Kalina Jędrusik
- Józef Kalita
- Anna Majcher
- Andrzej Szenajch